# Championnat de Madagascar de football 2014
Navigation
Saison précédente Saison suivante
La saison 2014 du Championnat de Madagascar de football est la 51e édition de la première division malgache, la THB Champions League. Le championnat se déroule en plusieurs phases consécutives :
- la première phase oppose 24 équipes (une par région, sauf pour la région d'Analamanga, où est située la capitale Antananarivo qui peut engager deux équipes et la province dont est issu le champion en titre, qui a également droit à une formation supplémentaire), en quatre poules de six équipes. Les trois premiers de chaque poule se qualifient pour la suite de la compétition.
- les douze clubs qualifiés sont à nouveau répartis en deux poules de six et s'affrontent une seule fois. Cette fois-ci, seuls les deux premiers se qualifient pour la phase suivante.
- enfin, la Poule des As oppose les quatre formations encore en lice. Elles se rencontrent deux fois et l'équipe en tête du classement final est sacrée championne de Madagascar.

Le tenant du titre, CNAPS Sport, est issu de la région d'Itasy, qui a donc droit à deux représentants en championnat cette saison.
C’est le tenant du titre, CNAPS Sport qui remporte à nouveau la compétition cette saison, après avoir terminé en tête de la poule des As, avec sept points d'avance sur l'AS Adema et dix sur l'Ajesaia. Il s'agit du troisième titre de champion de Madagascar de l’histoire du club.

## Les clubs participants
- Amazone FC (Diana)
- JSA Antalaha (Sava)
- CNAPS Sport (Itasy)
- ASFI EFA (Itasy)
- Association sportive Saint-Michel (Analamanga)
- AS Adema (Analamanga)
- Inate FC (Vakinankaratra)
- Ajesaia (Bongolava)
- FC Bemiray (Sofia)
- ASCUM (Boeny)
- Maharavo Maeva FC (Betsiboka)
- FC Rehila (Melaky)
- HZAM Amparafaravola (Alaotra Mangoro)
- Fifafifi TFC (Atsinanana)
- AS Demerdre (Analanjirofo)
- ASSFM (Amoron'i Mania)
- Fomela Club (Haute-Matsiatra)
- Tiavo Tem (Vatovavy-Fitovinany)
- ATSKA (Atsimo-Atsinanana)
- FCA Ilakaka (Ihorombe)
- FC Grand Olympique (Menabe)
- AS BMT (Atsimo Andrefana)
- FC Transport (Anôsy)
- AS Scorpions Bekily (Androy)

## Compétition
Le barème utilisé pour établir le classement est le suivant :
- Victoire : 3 points
- Match nul : 1 point
- Défaite, forfait ou abandon : 0 point

### Première phase
| Rang | Équipe            | Pts | J | G | N | P | Bp | Bc | Diff |
| ---- | ----------------- | --- | - | - | - | - | -- | -- | ---- |
| 1    | AS Adema          | 13  | 5 | 4 | 1 | 0 | 8  | 0  | +8   |
| 2    | ASCUM             | 10  | 5 | 3 | 1 | 1 | 10 | 6  | +4   |
| 3    | Maharavo Maeva FC | 8   | 5 | 2 | 2 | 1 | 5  | 2  | +3   |
| 4    | JSA Antalaha      | 6   | 5 | 2 | 0 | 3 | 6  | 9  | -3   |
| 5    | Amazone FC        | 3   | 5 | 1 | 0 | 4 | 6  | 10 | -4   |
| 6    | FC Bemiray        | 3   | 5 | 1 | 0 | 4 | 5  | 13 | -8   |

| Rang | Équipe              | Pts | J | G | N | P | Bp | Bc | Diff |
| ---- | ------------------- | --- | - | - | - | - | -- | -- | ---- |
| 1    | Fifafifi TFC        | 12  | 5 | 4 | 0 | 1 | 6  | 1  | +5   |
| 2    | Tiavo Tem           | 10  | 5 | 3 | 1 | 1 | 12 | 4  | +8   |
| 3    | Ajesaia             | 10  | 5 | 3 | 1 | 1 | 5  | 2  | +3   |
| 4    | HZAM Amparafaravola | 9   | 5 | 3 | 0 | 2 | 7  | 3  | +4   |
| 5    | AS Demerdre         | 3   | 5 | 1 | 0 | 4 | 1  | 6  | -5   |
| 6    | ASFI EFA            | 0   | 5 | 0 | 0 | 5 | 1  | 16 | -15  |

| Rang | Équipe             | Pts | J | G | N | P | Bp | Bc | Diff |
| ---- | ------------------ | --- | - | - | - | - | -- | -- | ---- |
| 1    | CNAPS SportT       | 12  | 4 | 4 | 0 | 0 | 11 | 2  | +9   |
| 2    | Inate FC           | 9   | 4 | 3 | 0 | 1 | 4  | 3  | +1   |
| 3    | Fomela Club        | 4   | 4 | 1 | 1 | 2 | 4  | 5  | -1   |
| 4    | FC Grand Olympique | 4   | 4 | 1 | 1 | 2 | 4  | 6  | -2   |
| 5    | ASSFM              | 0   | 4 | 0 | 0 | 4 | 3  | 10 | -7   |
| 6    | FC Rehila forfait  |     |   |   |   |   |    |    |      |

| Rang | Équipe                            | Pts | J | G | N | P | Bp | Bc | Diff |
| ---- | --------------------------------- | --- | - | - | - | - | -- | -- | ---- |
| 1    | Association sportive Saint-Michel | 13  | 5 | 4 | 1 | 0 | 15 | 0  | +15  |
| 2    | FCA Ilakaka                       | 11  | 5 | 3 | 2 | 0 | 7  | 2  | +5   |
| 3    | FC Transport                      | 9   | 5 | 3 | 0 | 2 | 6  | 6  | 0    |
| 4    | AS BMT                            | 7   | 5 | 2 | 1 | 2 | 15 | 7  | +8   |
| 5    | AS Scorpions Bekily               | 3   | 5 | 1 | 0 | 4 | 4  | 16 | -12  |
| 6    | ATSKA                             | 0   | 5 | 0 | 0 | 5 | 1  | 17 | -16  |

### Deuxième phase
| Rang | Équipe            | Pts | J | G | N | P | Bp | Bc | Diff |
| ---- | ----------------- | --- | - | - | - | - | -- | -- | ---- |
| 1    | CNAPS Sport       | 13  | 5 | 4 | 1 | 0 | 15 | 2  | +13  |
| 2    | AS Adema          | 12  | 5 | 4 | 0 | 1 | 19 | 6  | +13  |
| 3    | ASCUM             | 7   | 5 | 2 | 1 | 2 | 8  | 7  | +1   |
| 4    | Inate FC          | 7   | 5 | 2 | 1 | 2 | 8  | 11 | -3   |
| 5    | Maharavo Maeva FC | 4   | 5 | 1 | 1 | 3 | 11 | 21 | -10  |
| 6    | FC Transport      | 0   | 5 | 0 | 0 | 5 | 4  | 18 | -14  |

| Rang | Équipe                             | Pts | J | G | N | P | Bp | Bc | Diff |
| ---- | ---------------------------------- | --- | - | - | - | - | -- | -- | ---- |
| 1    | Tiavo Tem                          | 11  | 5 | 3 | 2 | 0 | 4  | 0  | +4   |
| 2    | Ajesaia                            | 10  | 5 | 3 | 1 | 1 | 6  | 2  | +4   |
| 3    | Fifafifi TFC                       | 7   | 5 | 1 | 4 | 0 | 14 | 2  | +12  |
| 4    | Association sportive Saint-MichelC | 6   | 5 | 1 | 3 | 1 | 8  | 3  | +5   |
| 5    | FCA Ilakaka                        | 4   | 5 | 1 | 1 | 3 | 2  | 16 | -14  |
| 6    | Fomela Club                        | 1   | 5 | 0 | 1 | 4 | 1  | 12 | -11  |

### Poule des As
| Rang | Équipe             | Pts | J | G | N | P | Bp | Bc | Diff |  | Résultats (▼ dom., ► ext.) | CNA | Ade | Aje | Tan |
| ---- | ------------------ | --- | - | - | - | - | -- | -- | ---- |  | -------------------------- | --- | --- | --- | --- |
| 1    | CNAPS SportT       | 16  | 6 | 5 | 1 | 0 | 9  | 2  | +7   |  | CNAPS SportT               |     | 3-0 | 1-0 | 1-0 |
| 2    | AS Adema           | 9   | 6 | 3 | 0 | 3 | 7  | 9  | -2   |  | AS Adema                   | 1-2 |     | 3-1 | 1-0 |
| 3    | Ajesaia            | 6   | 6 | 2 | 0 | 4 | 7  | 9  | -2   |  | Ajesaia                    | 0-1 | 3-1 |     | 2-0 |
| 4    | Tanora Manakara FC | 4   | 6 | 1 | 1 | 4 | 4  | 7  | -3   |  | Tanora Manakara FC         | 1-1 | 0-1 | 3-1 |     |

|  | Qualification pour la Ligue des champions de la CAF 2015 et la Coupe des clubs champions de l'océan Indien 2015 |
|  | Qualification pour la Coupe de la confédération 2015                                                            |
|  | T : Tenant du titre C : Vainqueur de la Coupe de Madagascar 2014                                                |

## Bilan de la saison
| Championnat de Madagascar de football 2014                                          |                                   |
| Champion                                                                            | CNAPS Sport (3e titre)            |
| Coupes et trophées                                                                  |                                   |
| Vainqueur de la Coupe de Madagascar 2014                                            | Association sportive Saint-Michel |
| Qualifications continentales                                                        |                                   |
| Ligue des champions de la CAF 2015 Coupe des clubs champions de l'océan Indien 2015 | CNAPS Sport                       |
| Coupe de la confédération 2015                                                      | Association sportive Saint-Michel |
| Promotions et relégations                                                           |                                   |
| Promus en THB Champions League                                                      | Aucun                             |
| Relégués                                                                            | Aucun                             |